# Degustace

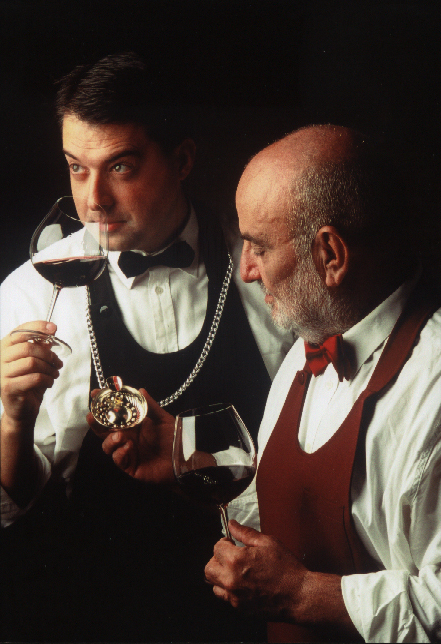
Sommelieři při degustaci vína

Degustace neboli ochutnávka je činnost, při které se ochutnávají různé potraviny či nápoje. Mezi nejznámější patří degustace vín, při které víno degustuje tzv. sommelier (česky sklepmistr, ve francouzštině též číšník roznášející víno).